# Aleksander Berkman
Aleksander Berkman (ur. 21 listopada 1870 w Wilnie, zm. 28 czerwca 1936 w Nicei) – rosyjski i amerykański pisarz oraz działacz anarchistyczny pochodzenia żydowskiego.

## Życiorys
Berkman urodził się w bogatej rodzinie jako syn zamożnego żydowskiego biznesmena w Wilnie. Jego rodzice zmarli, kiedy miał niespełna 18 lat, wtedy też postanowił wyemigrować do Stanów Zjednoczonych.
W Nowym Jorku poznał anarchistkę Emmę Goldman, która stała się jego życiową partnerką. Oboje niezwykle zaangażowali się w kampanię na rzecz uwolnienia anarchistów aresztowanych po brutalnym stłumieniu demonstracji na placu Haymarket w Chicago, pisując jednocześnie do pisma Alarm redagowanego przez Johanna Mosta.
Na poglądy Berkmana decydujący wpływ wywarło wydarzenie z 1893, kiedy to gubernator Nowego Jorku Henry Frick wydał rozkaz wojskowego szturmu na strajkujących robotników, co spowodowało śmierć 10 z nich. Po tym wydarzeniu Aleksander postanowił zemścić się na Fricku – wszedł do jego biura, strzelił do niego ze swego pistoletu 3 razy, po czym zaczął go dźgać nożem. Frick przeżył atak, a Berkmana skazano na 14 lat więzienia za próbę zabójstwa.
Po wyjściu z więzienia w 1906 zamieszkał z Emmą Goldman, jednocześnie tworząc magazyn Mother Earth oraz publikując książki m.in. swoje wspomnienia Prison Memoirs of an Anarchist (Więzienne wspomnienia anarchisty).
Po wybuchu I wojny światowej Berkman działał przeciwko włączeniu się USA do wojny, a kiedy to nastąpiło, został aresztowany i skazany na 2 lata więzienia za „podkopywanie wysiłku wojennego USA”. Po wyjściu z więzienia w grudniu 1919 został deportowany do porewolucyjnej Rosji.
W Rosji zaangażował się w ruch anarchistyczny, lecz po powstaniu w Kronsztadzie wyemigrował do Francji, gdzie napisał kilka książek o reżimie bolszewików m.in.: The Bolshevik Myth oraz swoją najsłynniejszą książkę The ABC of Communist Anarchism (ABC anarchokomunizmu).
Popełnił samobójstwo 28 czerwca 1936, cierpiąc z powodu chorej prostaty.

## Ważniejsze książki
- Prison Memoirs of an Anarchist, Nowy Jork 1912
- Bolshevik Myth, Nowy Jork 1925
- Anti-Climax. The Concluding Chapter of My Russian Diary "The Bolshevik Myth", Berlin 1925
- The ABC of Communist Anarchism, Nowy Jork 1929